# Brachyplatystoma platynemum
Espèce
Synonymes
- Brachyplatystoma platynema Boulenger, 1898
- Goslinia platynema (Boulenger, 1898)
- Taenionema steerei Eigenmann & Bean, 1907

Brachyplatystoma platynemum est une espèce de poissons-chats de la famille des Pimelodidae qui se rencontre au Brésil, en Colombie et au Venezuela,.

## Répartition
Il est originaire des bassins de l'Amazone, de l'Orénoque, du Meta, du Caqueta, du Putumayo, du Guaviare, du Guayabero et du Metica de Puerto Carreno, de l'Inirida et du Pará, dans le Nord-Ouest du Brésil. On le trouve également dans les llanos de Colombie et du Venezuela.

## Description
Il atteint une longueur de 117 cm, le mâle mesurant environ 65 cm et la femelle 75 cm. Tête comprimée et allongée. Barbillons longs, larges et aplatis. Surface dorsale gris clair ou marron avec des parties inférieures plus claires, sans taches ni rayures sur le corps. Nageoire caudale fortement fourchue avec des lobes étroits chez les adultes.

## Écologie
C'est un poisson démersal potamodrome qui habite les canaux les plus profonds des rivières avec un substrat de sable et des pierres et du bois flottant.
Il est exclusivement piscivore et s'attaque aux genres Anodus, Astyanax et Prochilodus.

## Systématique
Le nom valide complet (avec auteur) de ce taxon est Brachyplatystoma platynemum Boulenger, 1898.
Brachyplatystoma platynemum a pour synonymes :
- Brachyplatystoma platynema Boulenger, 1898
- Goslinia platynema (Boulenger, 1898)
- Taenionema steerei Eigenmann & Bean, 1907